# Danilo Soscia
Danilo Soscia (Formia, 4 aprile 1979) è uno scrittore italiano.

## Biografia
Laureato in lettere moderne all'Università di Pisa, si è specializzato poi in letteratura di viaggio e letterature comparate. Nel 2007 ha conseguito il dottorato di ricerca in italianistica presso l'Università degli studi di Trieste, dove ha intrapreso un percorso  di studi dedicato ai viaggi degli scrittori italiani in Asia orientale. Ne nasce così il volume In Cina. Il Grand Tour degli italiani verso il Centro del mondo (2010, ETS) con una prefazione di Renata Pisu, nel quale viene ricostruita la storia di un secolo di relazioni culturali tra Italia e Repubblica Popolare Cinese attraverso gli scritti di viaggio di giornalisti (tra cui Luigi Barzini, Enrico Emanuelli e Tiziano Terzani) e scrittori (tra cui Franco Fortini, Curzio Malaparte e Giorgio Manganelli).
Negli stessi anni si è occupato della ricezione della cultura cinese in Italia attraverso il cinema, la letteratura e le arti in genere, e ha collaborato con la redazione di China Files.
Nel 2016 ha pubblicato il saggio Forma Sinarum. Personaggi cinesi nella letteratura italiana uscito nel 2016 per l'editore Mimesis, in cui vengono analizzati e connessi tra loro i profili dei protagonisti di origine asiatica che compaiono nella produzione letteraria italiana da Marco Polo a Ermanno Rea.
Nel 2008 ha esordito nella narrativa con Condomino. Storie per 36 interni pubblicato dall'editore Manni.
Nel 2018 pubblica per minimum Fax Atlante delle meraviglie, libro i cui singoli racconti sono i reperti esposti in una immaginaria wunderkammer. L'opera è finalista al Premio Chiara, al premio Procida-Isola di Arturo-Elsa Morante e al premio Subiaco Città del Libro.
Nel gennaio 2020 pubblica ancora per minimum Fax Gli dei notturni, raccolta di sogni narrati da alcuni personaggi celebri del Novecento ispirata in parte dall'Onirocritica di Artemidoro di Daldi.

## Opere
- Condomino. Storie per 36 interni, Lecce, Manni Editori, 2008, ISBN 978-88-6266-031-0
- In Cina. Il Grand Tour degli italiani verso il Centro del mondo, Pisa, Edizioni ETS, 2010, ISBN 978-88-467-2730-5
- Forma Sinarum. Personaggi cinesi nella letteratura italiana, Sesto San Giovanni, Mimesis, 2016, ISBN 978-88-575-3406-0
- Atlante delle meraviglie, Roma, minimum fax, 2018, ISBN 978-88-7521-887-4
- Gli dei notturni. Vite sognate del ventesimo secolo, Roma, minimum fax, 2020, ISBN 978-88-338-9128-6

## Riconoscimenti
Con Atlante delle meraviglie:
- Finalista Premio Chiara - Festival del Racconto, 2018
- Finalista Premio Procida-Isola di Arturo-Elsa Morante, 2018
- Finalista Premio Subiaco Città del libro, 2018